# Basil Feldman
Pour les articles homonymes, voir Feldman.
 (avril 2021).
Basil Samuel Feldman, baron Feldman (23 septembre 1923 - 19 novembre 2019) est un homme d'affaires britannique qui est membre conservateur de la Chambre des lords. Il siège à la Chambre de 1996 jusqu'à sa retraite en 2017.

## Biographie
Feldman est né en septembre 1923, fils de Philip Feldman et Tilly Katz et fait ses études à Hackney Downs School. Feldman lance sa première entreprise en 1946, avec Richard Beecham. Feldman est un ancien membre du Lloyd's de Londres et est directeur du Young Entrepreneurs Fund de 1985 à 1994. Il est décrit comme un ancien magnat du jouet en plastique avec les poupées Sindy, des kits d'avion et des Yo-yo. Feldman épouse sa femme Gita Julius en 1952. Il a deux fils et une fille. L'un de ses fils est Nick Feldman, bassiste du groupe Wang Chung. Sa sœur cadette est l'actrice Fenella Fielding. Il est membre des clubs Garrick et Carlton.
Il est fait chevalier en 1982. Le 15 janvier 1996, il est créé pair à vie en tant que baron Feldman, de Frognal dans le quartier londonien de Camden. Ses parrains sont Margaret Thatcher et Cecil Parkinson et il est présenté à la Chambre des lords le 14 février 1996.
Feldman est décédé en novembre 2019 à l'âge de 96 ans.